# شهرستان بس‌قره‌غای
شهرستان بس‌قره‌غای (به قزاقی: Бесқарағай ауданы، بەسقاراعاي اۋدانى) یک منطقهٔ مسکونی در قزاقستان است که در استان آبای واقع شده‌است. شهرستان بس‌قره‌غای ۱۱٬۴۰۰ کیلومتر مربع مساحت و ۲۱٬۰۵۲ نفر جمعیت دارد.